# Matt Doherty (football)
Matthew « Matt » Doherty né le 16 janvier 1992 à Dublin en Irlande, est un footballeur international irlandais qui évolue au poste d'arrière droit à Wolverhampton Wanderers.

## Biographie

### En club
Le 8 janvier 2011, il fait ses débuts pour Wolverhampton Wanderers, lors d'un match contre les Doncaster Rovers.
Le 31 janvier 2012, il est prêté à Hibernian FC.
Matt Doherty réalise une excellente saison 2018-2019, à quel point qu'il fait partie des joueurs de l'équipe type de la saison de Premier League du jeu vidéo FIFA 19.
Le 30 août 2020, après une décennie passée avec les Wolves, Matt Doherty rejoint le club londonien de Tottenham Hotspur.
Le 10 avril 2022, Doherty se blesse durant un match face à Aston Villa. Touché au genou, il est forfait jusqu'à la fin de la saison 2021-2022.

### En sélection
Le 23 mars 2018, Matt Doherty honore sa première sélection avec l'équipe nationale d'Irlande lors d'un match amical contre la Turquie. Il entre en jeu à la place du capitaine Séamus Coleman ce jour-là et son équipe s'incline sur le score de un but à zéro.

## Palmarès

### En club
- Wolverhampton
  - Champion d'Angleterre de D3 en 2014.
  - Champion d'Angleterre de D2 en 2018.

- Hibernian FC
  - Finaliste de la Coupe d'Écosse en 2012.